# UCI Oceania Tour 2021
Die UCI Oceania Tour 2021 war die 17. Austragung einer Serie von Straßenradrennen auf dem australischen Kontinent, die zwischen dem 13. Januar 2021 und dem 23. Januar 2021 stattfand. Die UCI Oceania Tour ist Teil der UCI Continental Circuits und liegt von ihrer Wertigkeit unterhalb der UCI ProSeries und der UCI WorldTour.
Die Rennserie umfasste 1 Eintages- und 1 Etappenrennen, die in die UCI-Kategorien eingeteilt wurden.
Die Gesamtwertung für Fahrer, Teams und Nationen basierte nicht auf den Ergebnissen der UCI Oceania Tour Rennen, sondern auf den Punkten der UCI-Weltrangliste (Abschlusswertung am 31. Oktober). In die Wertung kamen jedoch nur Fahrer und Teams, die für einen nationalen Verband fuhren, der auf dem australischen Kontinent beheimatet war. Folglich war es möglich die UCI Oceania Tour zu gewinnen, ohne an einem ihrer Rennen teilgenommen zu haben. UCI WorldTeams waren von der Teamwertung ausgeschlossen, die sich aus den Ergebnissen der 10 besten Fahrer ergab. Für die Nationenwertung wurden die Ergebnisse der besten 8 Fahrer herangezogen.

## Rennen
Aufgrund der COVID19-Pandemie mussten das Race Torquay (1.1) und die Jayco Herald Sun Tour (2.1) abgesagt werden.
| Datum                 | Land | Rennen                    | Klasse | Sieger        | Team                            |
| --------------------- | ---- | ------------------------- | ------ | ------------- | ------------------------------- |
| 13. – 17. Januar 2021 | NZL  | New Zealand Cycle Classic | 2.2    | Corbin Strong | Neuseeland National Team        |
| 23. Januar 2021       | NZL  | Gravel and Tar Classic    | 1.2    | Aaron Gate    | Black Spoke Pro Cycling Academy |

## Gesamtwertung
| Platz | Fahrer           | Nation | Team               | Punkte  |
| ----- | ---------------- | ------ | ------------------ | ------- |
| 1.    | Richie Porte     | AUS    | Ineos Grenadiers   | 1303,33 |
| 2.    | Ben O’Connor     | AUS    | AG2R Citroën Team  | 1227    |
| 3.    | Jack Haig        | AUS    | Bahrain Victorious | 1131    |
| 4.    | Michael Matthews | AUS    | Team BikeExchange  | 1087    |
| 5.    | Caleb Ewan       | AUS    | Lotto Soudal       | 766     |

| Platz | Team                               | Nation | Punkte |
| ----- | ---------------------------------- | ------ | ------ |
| 1.    | Black Spoke Pro Cycling            | NZL    | 461,5  |
| 2.    | Global 6 Cycling                   | NZL    | 131    |
| 3.    | Team Bridgelane                    | AUS    | 80     |
| 4.    | St George Continental Cycling Team | AUS    | 73     |
| 5.    | Ara Pro Racing Sunshine Coast      | AUS    | 1      |

| Platz | Nation     | Punkte  |
| ----- | ---------- | ------- |
| 1.    | Australien | 7001,66 |
| 2.    | Neuseeland | 1391,34 |
| 3.    |            |         |
| 4.    |            |         |
| 5.    |            |         |